# Cave
 For alternative betydninger, se Cave (flertydig). (Se også artikler, som begynder med Cave)
Cave (latin for vogt dig eller undgå) er et medicinsk fagudtryk for lægemidler, som en patient ikke bør få, typisk på grund af allergi.
På Sundhed.dk er patientens eventuelle caveoplysninger synlige. Patienten kan via login med Digital signatur se, men ikke oprette eller redigere oplysninger. Det er frivilligt for lægen at lægge data ind.
Hvis lægen ordinerer medicin, der er omfattet af patientens caveoplysninger, kan han blive sanktioneret efter Lægelovens §6. Det sås bl.a. i Patientklagenævnets afgørelse i en sag fra 20. september 2006.
Cave er i sig selv blot et latinsk ord, f.eks. cave canem! = vogt dig for / pas på hunden!.